# Jürgen Bornemann
Jürgen Bornemann (* 25. Januar 1950 in Bad Wildungen; † 5. Juni 2019 in Rom) war ein deutscher Offizier, zuletzt als Generalleutnant des Heeres der Bundeswehr. In seiner letzten Verwendung war er von Juli 2010 bis Juni 2013 der Generaldirektor des International Military Staff (IMS) der NATO in Brüssel.

## Militärische Laufbahn

### Ausbildung und erste Verwendungen
Bornemann trat 1968 in die Bundeswehr und durchlief die Ausbildung zum Offizier der Heeresflugabwehrtruppe. Er war bis 1972 als Zugführer eingesetzt. Im Anschluss daran war er von 1972 bis 1976 als Jugendoffizier im Wehrbereichskommando IV in Frankfurt am Main eingesetzt. Von 1976 bis 1980 absolvierte Bornemann ein Studium der Wirtschafts- und Organisationswissenschaften an der Universität der Bundeswehr Hamburg, welches er als Diplom-Kaufmann abschloss. Nach dem Studium folgte von 1980 bis 1983 die Verwendung als Batteriechef einer Flugabwehrbatterie im Flugabwehrregiment 100 in Wuppertal.

### Dienst als Stabsoffizier
1983 kehrte Bornemann nach Hamburg zurück und absolvierte an der dortigen Führungsakademie der Bundeswehr von 1983 bis 1985 den 26. Generalstabslehrgang. Im Anschluss daran erfolgte die Verwendung als G4-Stabsabteilungsleiter (Logistik) im Stab der Panzergrenadierbrigade 16 in Wentorf unter dem Kommando von Brigadegeneral Jürgen von Falkenhayn. Während dieser Verwendung wurde Bornemann im April 1986 zum Major befördert.
Von 1987 bis 1988 war Bornemann Lehrgangsteilnehmer in der belgischen Generalstabsausbildung an der Königlichen Militärakademie in Brüssel. Im Oktober 1989 erfolgte die Beförderung zum Oberstleutnant. Nach der Verwendung als Referent im Führungsstab des Heeres (Fü H VI 2) im Bundesministerium der Verteidigung in Bonn wurde Bornemann 1990 Kommandeur des Flugabwehrregiments 6 in Lütjenburg. Es folgten weitere Verwendungen im Verteidigungsministerium, zunächst als Referent für Militärpolitische Grundlagen im Führungsstab der Streitkräfte (Fü S III 1), dann als Referent für Militärpolitik im Büro des Staatssekretärs Jörg Schönbohm.
1994 folgte die erste Verwendung im NATO-Hauptquartier in Brüssel als Dezernatsleiter im Stab des Deutschen Militärischen Vertreters (DMV) im NATO-Militärausschuss. Im selben Jahr erfolgte die Beförderung zum Oberst (i. G.). Anschließend war Bornemann von 1996 bis 2000 Referatsleiter Militärpolitische Grundlagen im Führungsstab der Streitkräfte (Fü S III 1) in Bonn.

### Verwendungen im Generalsrang
Als Brigadegeneral war Bornemann von 2000 bis 2005 als stellvertretender Stabsabteilungsleiter Fü S III (Militärpolitik und Rüstungskontrolle) im Verteidigungsministerium in Berlin eingesetzt. Als Generalmajor war Bornemann von 2005 bis 2008 als Assistant Director Plans and Policy Division sowie als stellvertretender Direktor im International Military Staff (IMS) des NATO-Hauptquartiers in Brüssel tätig.
Am 1. September 2008 übernahm Bornemann unter Ernennung zum Generalleutnant den Posten des Deutschen Militärischen Vertreters (DMV) im NATO-Militärausschuss und im Militärausschuss der EU (EUMC). Am 19. September 2009 wurde Bornemann durch die Generalstabschefs der NATO-Staaten zum Director International Military Staff (IMS) gewählt. Daher gab er im Juli 2010 den Posten des DMV an Generalleutnant Roland Kather ab. Als Direktor des IMS folgte er dem niederländischen Generalleutnant P. J. M. Godderij nach.
Am 25. Juni 2013 wurde Bornemann mit einem Großen Zapfenstreich in den Ruhestand verabschiedet.

## Auszeichnungen
- Ehrenkreuz der Bundeswehr (1991)
- Ordre National de la Légion D’Honneur (2002)
- Adlerkreuz, III. Klasse
- Verdienstkreuz des Verteidigungsministeriums der Tschechischen Republik, Stufe II. (2003)
- Viestura Orden, I. Klasse (2004)
- Komturkreuz des belgischen Kronenordens (2005).

## Privates
Bornemann war verheiratet mit seiner Frau Ingeborg und hatte mit ihr vier Kinder.